# Tenth Avenue
La Tenth Avenue (en català Desena Avinguda) és una avinguda de Manhattan, a New York. Al nord del carrer 60, la Tenth Avenue pren el nom d'Amsterdam Avenue (segons l'antic nom de la ciutat, Nieuw Amsterdam). A principis del segle xx també hi havia línies de ferrocarril a ras de la calçada.